# Robô de entrega

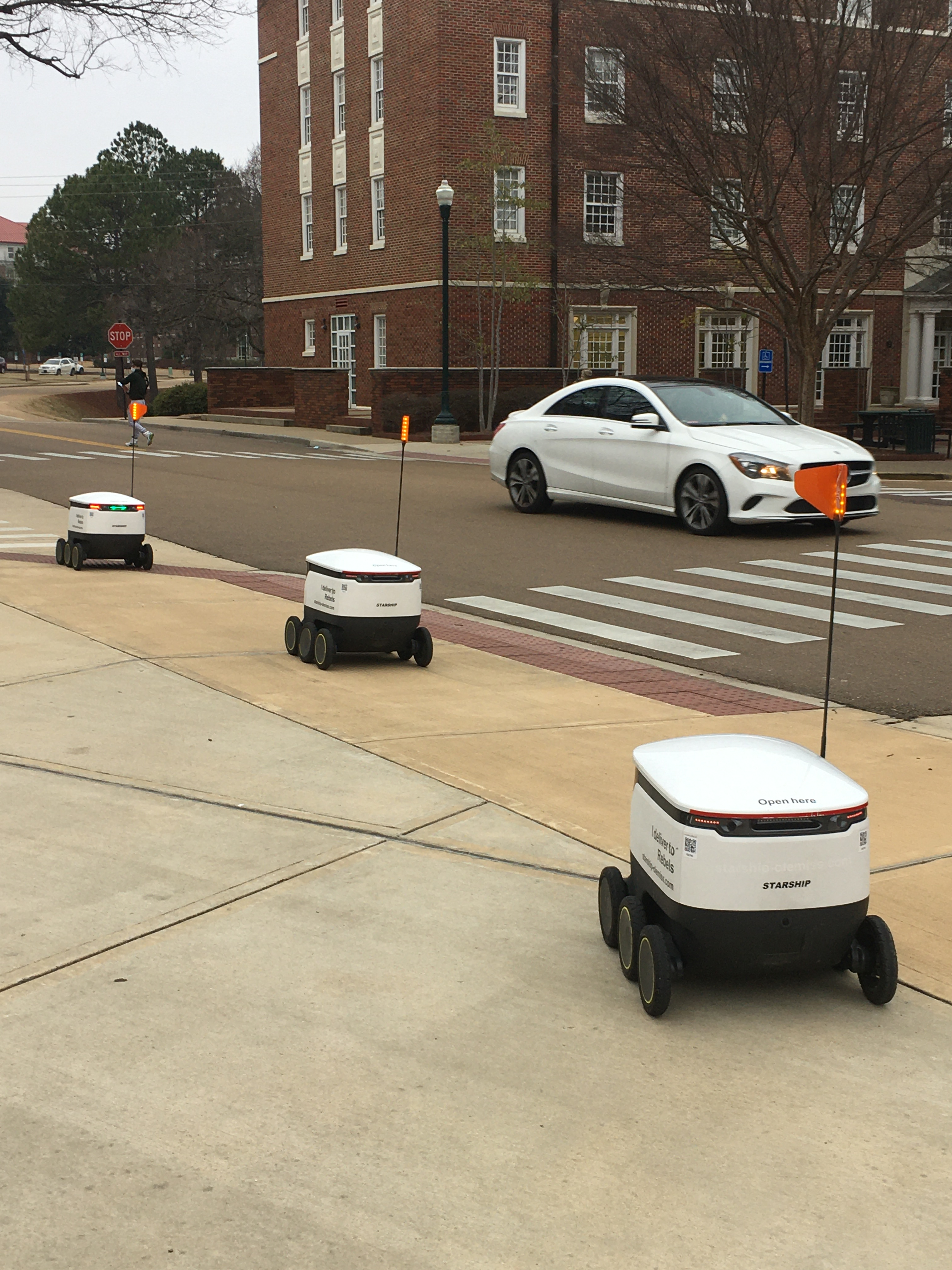
Robôs de entrega em uma calçada

Um robô de entrega é um robô autônomo que fornece serviços de entrega de "último quilômetro". Um operador pode monitorar e assumir o controle do robô remotamente em certas situações que o robô não consegue resolver sozinho, como quando o robô está preso em um obstáculo. Os robôs de entrega podem ser usados em diferentes configurações, como para entrega de comida, encomendas, entrega em hospitais e serviço de quarto.

## Aplicações

### Entrega de comida

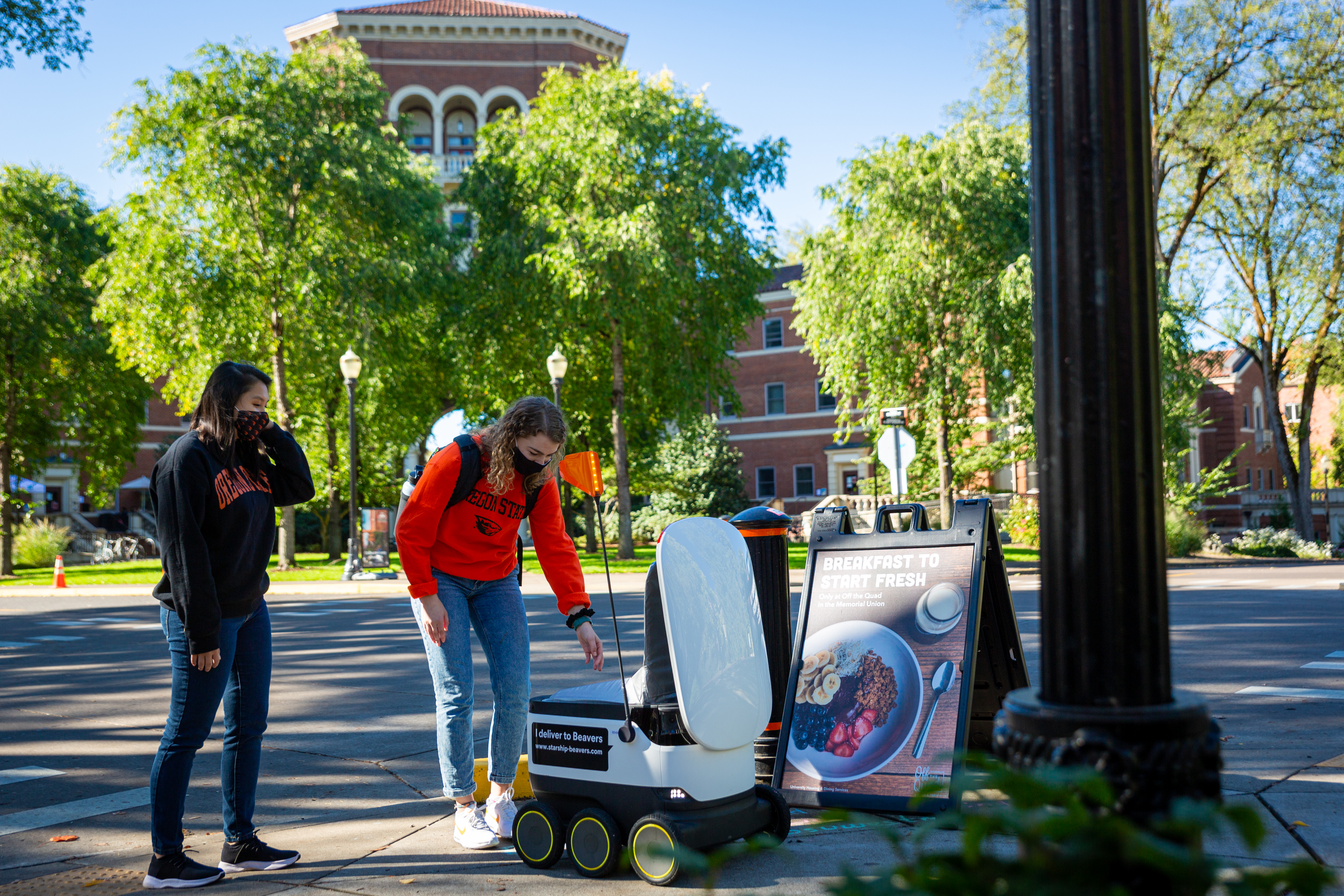
Robô entregando comida para estudantes no campus da Universidade do Estado do Oregon.

As implantações de robôs de entrega de comida eram em pequena escala antes da pandemia de COVID-19. Em janeiro de 2019, houve algumas implantações nos campi universitários dos Estados Unidos. A Universidade George Mason tornou-se o primeiro campus universitário que incorporou entregas de comida feitas por robôs como parte de seu plano de refeições, com 25 frotas de robôs da Starship Technologies. À medida que a pandemia continuou, as demandas por entrega de comida aumentaram significativamente. Isso fez com que a demanda por robôs de entrega de comida nos campi universitários aumentasse também. A Starship e outras empresas, como a Kiwibot, implantaram centenas de robôs de entrega de comida em vários campi universitários e em algumas ruas de cidades nos Estados Unidos e no Reino Unido. As empresas de serviços de entrega de comida também adicionaram robôs de entrega à sua plataforma. Por exemplo, a Grubhub fez parceria com a Yandex para fornecer serviços em faculdades. As limitações do uso de robôs de entrega de comida incluem a incapacidade de atender a solicitações especiais de entrega, como deixar a comida na porta e a incapacidade de navegar em terrenos difíceis. Isso pode exigir que operadores remotos ajudem os robôs a contornar os obstáculos.

### Entrega de supermercado

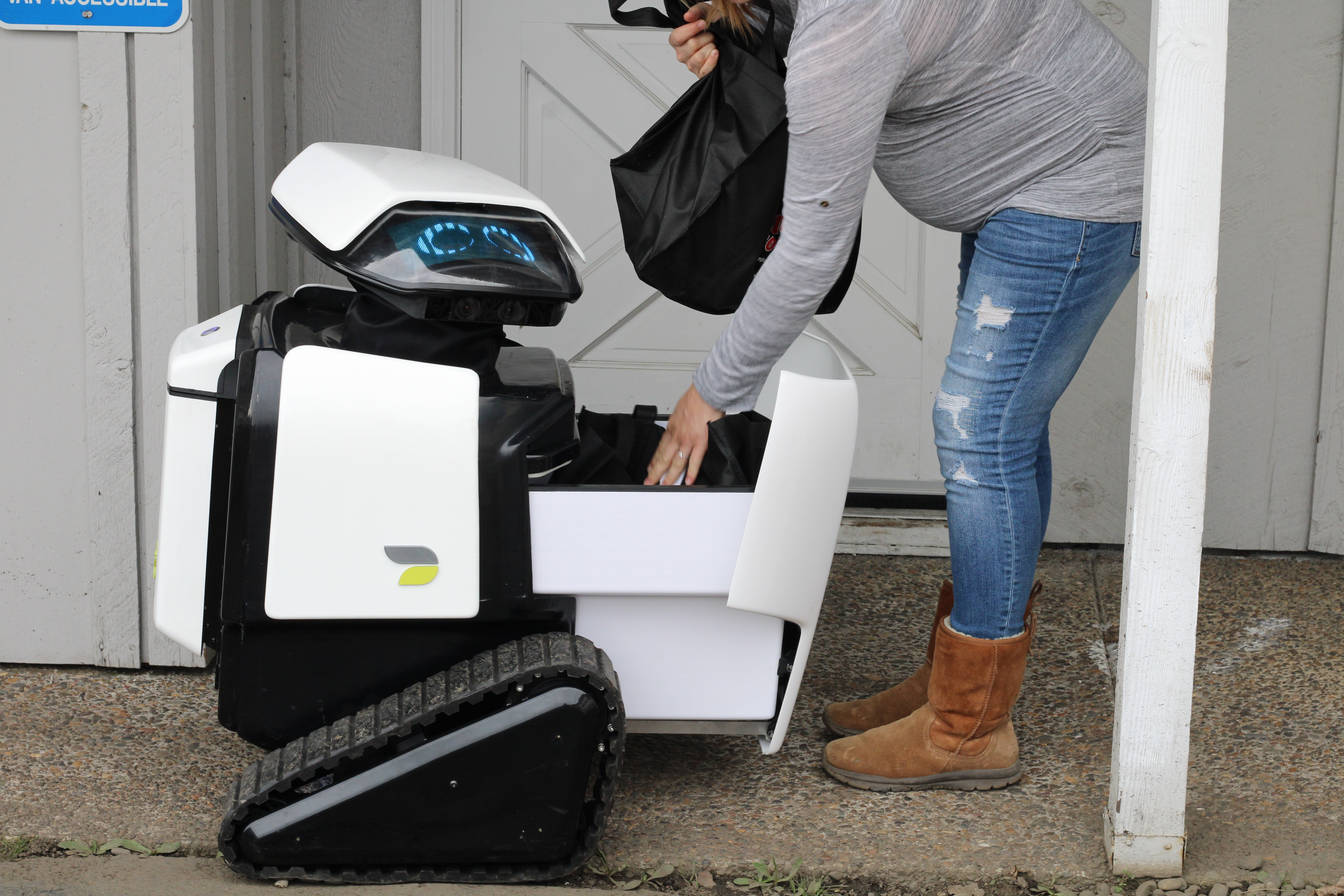
Daxbot entregando compras de supermercado

Em abril de 2018, a Starship Technologies lançou seu serviço de entrega de supermercado em Milton Keynes, na Inglaterra, em parceria com as redes de supermercados The Co-op e Tesco. Em novembro de 2020, disse a Starship Technologies, Milton Keynes tinha a "maior frota de robôs autônomos do mundo".
No início de 2022, foi inaugurada a Nourish + Bloom, a primeiro supermercado autônomo de propriedade de afro-americanos no mundo. A nova loja processa transações usando equipamentos de visão computacional em conjunto com tecnologia de voz e gestos baseada em inteligência artificial. A Nourish + Bloom oferece serviço de entrega usando veículos robóticos fornecidos pela Daxbot. Essa startup, com sede em Philomath, Óregon, levantando investimentos por meio de uma campanha de financiamento coletivo, desenvolveu uma unidade que pode viajar até 16 quilômetros a 6 km/h e tem um espaço de carga com temperatura controlada.

### Entrega de encomendas
Em janeiro de 2019, a Amazon lançou um serviço experimental para entregar pequenos pacotes para seus clientes do Amazon Prime usando robôs de entrega chamados Amazon Scout. O teste foi feito na região de Seattle e expandido para Irvine Califórnia, Atlanta e Franklin no Tennessee. Em 2021, após o teste de robôs de entrega de pacotes ter sido feito em 4 cidades dos Estados Unidos, a Amazon criou um novo centro de desenvolvimento na Finlândia para fazer mais avanços na tecnologia para que seus robôs lidem melhor com as navegações da vida real.

### Entrega em hospitais
Os robôs de entrega podem realizar várias tarefas em ambientes hospitalares para reduzir custos operacionais. O primeiro conjunto de tarefas é para amostras médicas, entrega de remédios e comida. Com vários sensores, os robôs de entrega podem navegar pelo layout interno dos hospitais. Eles também têm um sinal eletrônico que pode solicitar elevador, permitindo-os trabalhar em prédios de vários andares. Com questões de segurança, alguns robôs de entrega são equipados com código e leitura biométrica de impressão digital para impedir o acesso não autorizado ao conteúdo dentro dos robôs. Desde 2019, havia mais de 150 hospitais nos Estados Unidos e em outros lugares utilizando os robôs de entrega. O segundo conjunto de tarefas é entregar carrinhos de roupa suja e resíduos médicos. Isso requer robôs de entrega pesados, pois os pesos a serem carregados podem chegar a várias centenas de quilos.
Em Israel, o Sheba Medical Center usa robôs de entrega para transportar medicamentos quimioterápicos preparados pelo departamento de farmácia diretamente para as enfermeiras para reduzir o tempo de espera.

### Serviço de quarto
No final de 2014, um robô de serviço de quarto chamado Relay foi introduzido por uma empresa iniciante de robótica, a Savioke. Quando a equipe do hotel recebia um pedido de um hóspede, a equipe colocava itens dentro do Relay e o robô entregava os itens no quarto do hóspede. Em 2016, frotas de robôs Relay foram implantadas em cinco grandes redes de hotéis. Em agosto de 2017, o hotel M Social em Singapura introduziu robôs de serviço de quarto chamados AURA para auxiliar a equipe em tarefas como entregar garrafas de água e toalhas nos quartos.

## Empresas

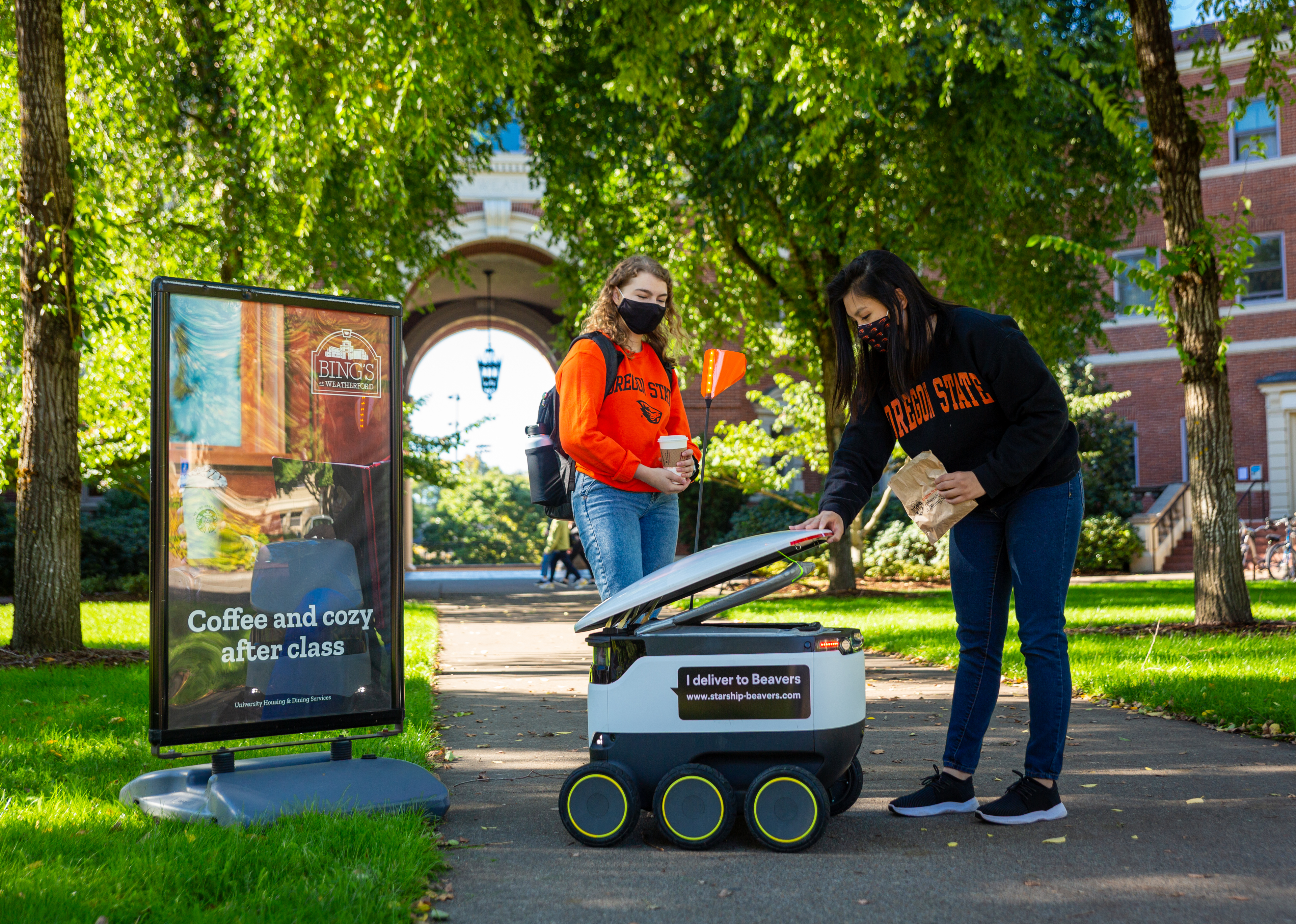
Um robô de calçada feito pela Starship entregando comida para estudantes da Universidade do Estado do Oregon

### Robôs de calçada
Várias empresas estão usando ativamente pequenos robôs para fazer entregas de último quilômetro de pequenas encomendas, como comida e de supermercado, usando apenas as áreas de pedestres da rua e viajando a uma velocidade comparável a um ritmo acelerado de caminhada, as empresas que entregam ativamente incluem (Estados Unidos):
- Starship Technologies — em janeiro de 2021 havia feito mais de um milhão de entregas.[14]
- Uber Eats[15][16]

### Drones
- Zipline - VANT de asa fixa que entregam remédios e  abastecimento de sangue por meio de paraquedas; em junho de 2022, eles haviam feito 325 000 entregas.

### Hyundai Motor Group
Em 13 de dezembro de 2022, o Hyundai Motor Group desenvolveu um robô de serviço de entrega baseado em eletrificação e tecnologia de direção autônoma. O robô possui um módulo plug-and-drive com tecnologia de direção autônoma para encontrar uma rota otimizada para entregar mercadorias.

## Interação humana
Sendo autônomos, os robôs de entrega interagem principalmente com o público em geral sem a ajuda de um operador humano, tanto em encontros positivos quanto negativos. A fabricante Starship Technologies relatou que as pessoas chutam seus robôs. No entanto, a grande maioria das interações humanas é positiva e muitas pessoas antropomorfizaram os robôs devido à sua aparência. Isso levou a encontros em que as pessoas se preocupam com os robôs, ajudando-os quando estão presos, preocupando-se com os robôs em suas jornadas ou elogiando ou agradecendo aos robôs por seu serviço de entrega.